# Winseler
Winseler (luxembourgsk: Wanseler) er en kommune og et byområde i Luxembourg. Kommunen, som har et areal på 30,42 km², ligger i kantonen Wiltz i distriktet Diekirch. I 2005 havde kommunen 1.027 indbyggere. 
49°58′02″N 5°53′24″Ø / 49.9672°N 5.89°Ø